# Rauchgasentstickung
Bei der Rauchgasentstickung (auch DeNOx genannt) werden mit Hilfe von so genannten Primär- oder Sekundärmaßnahmen Stickstoffmonoxid (NO) und Stickstoffoxide (NOx) beispielsweise aus dem Abgas von Kohle- oder Gasturbinenkraftwerken entfernt.
Bei den Primärmaßnahmen soll durch optimierte Brennprozesse die thermische NOx-Bildung unterdrückt werden.
Die Sekundärmaßnahmen hingegen sind Abscheideverfahren der Rauchgasreinigung, bei denen die im Rauchgas enthaltenen Stickstoffoxide (NOx) durch Absorption über Einsprühen einer Waschlösung oder durch Reduktion zu elementarem Stickstoff, beispielsweise durch Einsprühen von Ammoniak verringert werden sollen.

Bei den reduktiven Verfahren unterscheidet man zwischen
- Selektiver nichtkatalytischer (SNCR) und
- Selektiver katalytischer Reduktion (SCR).

## Primärentstickung
Die Bildung von NOx in der Feuerung wird durch vier Faktoren wesentlich begünstigt:
- hohe Flammen- beziehungsweise Verbrennungstemperatur. Die höchste Flammentemperatur ergibt sich bei nahezu stöchiometrischer Verbrennung (Verbrennungsluftverhältnis {\displaystyle \lambda =1}),[1] d. h. wenn der Sauerstoff in der Luft gerade ausreicht, um den Brennstoff vollständig zu oxidieren. Die Verbrennungstemperatur kann mittels der akustischen Gastemperaturmessung erfasst werden.
- großes Sauerstoffangebot
- lange Verweilzeit der reagierenden Stoffe im Flammenbereich
- hohe Drücke, wie sie etwa in Verbrennungsmotoren auftreten, begünstigen ebenfalls die NOx-Bildung.

Unter bestimmten Bedingungen entstehen Stickoxide dadurch, dass die Luftbestandteile Sauerstoff O2 (Volumenanteil 20 %) und Stickstoff N2 direkt miteinander reagieren (z. B. im Lichtbogenofen).
Die Primärentstickung zeichnet sich dadurch aus, dass sie durch geeignete Konstruktion von Brennern und durch geeignete Feuerungskonzepte diese Faktoren verringert. Dazu zählen:
- Rauchgasrezirkulation
- Luftstufung (air staging)
- Brennstoffstufung (fuel staging)

### Rauchgasrezirkulation
Durch das Einblasen beziehungsweise Rezirkulieren von Rauchgas in die Verbrennungszone wird zum einen der Anteil an Sauerstoff gesenkt, zum anderen sinkt die Verbrennungstemperatur. Die Verbrennungstemperatur ist unter anderem abhängig vom Heizwert des Brennstoffes. Brennstoff und Verbrennungsluft bilden zusammen ein brennbares Gemisch mit einem charakteristischen Heizwert (früher {\displaystyle H_{u}}, heute {\displaystyle H_{i}}). Mischt man dem Brennstoff-Oxidator-Gemisch Rauchgas zu, verringert sich der Heizwert des Gesamtgemisches und damit die erreichbare Verbrennungstemperatur.
Dieses Verfahren zählt in der Industrie zu den variabelsten Konzepten. Ausgeführt wird diese Maßnahme durch so genannte „Low-NOx-Brenner“.
Rauchgasrezirkulation ist eine Maßnahme, um die Entstehung des thermischen NOx zu verringern und ist daher bei Brennstoffen, bei denen der Anteil von Brennstoff-NOx im Abgas dominiert, wenig wirkungsvoll.
Bei Verbrennungsmotoren wird das gleiche Verfahren als Abgasrückführung bezeichnet.

### Luftstufung
In diesem Konzept (englisch „air staging“) verfolgt man die Absicht, um die Flamme herum mehrere Verbrennungszonen zu schaffen, die unterschiedliche Sauerstoffkonzentrationen besitzen, welche von innen nach außen zunehmen. Dadurch vergrößert sich der Bereich der Verbrennung und damit auch die Verweilzeit der Komponenten in der Flamme.
Die Zugabe der Stufenluft kann hierbei entweder im Brenner selbst oder im Bereich des Brennraums erfolgen.
Ziel des Konzeptes ist, die Bildung von thermischem NOx durch die brennstoffreiche „Primärzone“ zu mindern und die vollständige Verbrennung des Brennstoffes in der sauerstoffreichen und kühleren „Sekundärzone“ stufenweise auszuführen.

### Brennstoffstufung
Bei diesem Konzept (englisch auch „fuel staging“) wird der Brennstoff ebenfalls in mehreren (meist zwei) Stufen in den Verbrennungsraum gegeben. Ähnlich der Luftstufung kann man hiermit Zonen unterschiedlicher Brennstoff-Luft-Verhältnisse schaffen, die ebenfalls eine Minderung der NOx-Emissionen bewirken.
In der Schmelzkammerfeuerung geht man dazu über, bis zu 15 % der Wärmeleistung des Dampferzeugers nur durch die erneute Zugabe und Zündung von Brenngas in den Abgasstrom zu erzeugen. Die restlichen 85 % werden in der eigentlichen Schmelzkammer bei leichtem Luftüberschuss erzeugt. Das hier nicht verbrauchte O2 wird dabei zur Verbrennung des Brenngases genutzt. Eine Analogie dieser Vorgehensweise findet sich beim Nachbrenner der Flugantriebe.

### Magere Verbrennung mit Vorverdampfung und Vorvermischung
Bei hohem Luftüberschuss (mageres Gemisch) sinken die Flammentemperatur und damit die NOx-Emissionen. Dies gilt jedoch nur, wenn vor der Entzündung eine ausreichend homogene Vermischung von Brennstoff und Luft stattfindet. Ist dies nicht der Fall, kommt es an der Oberfläche der Brennstofftröpfchen bzw. am Rand der Brennstoffwolke zur Verbrennung unter lokal stöchiometrischen Verhältnissen, was zu einem starken Anstieg der NOx-Bildung führt. Um dies zu vermeiden, können insbesondere flüssige Brennstoffe bereits außerhalb der eigentlichen Brennkammer eingespritzt, verdampft und mit der Luft vermischt werden.